# Панін Петро Іванович (гітарист)
Панін Петро Іванович (Потоліцин) (1938—2011) — московський гітарист і композитор. Багато років працював артистом в Москонцерті. Його твори для гітари виконують видатні гітаристи світу Жан П'єр Жюмез (Франція), Альфонсо Морено (Мексика), Ліона Бойд (Канада), Урош Дойчіновіч (Югославія), Артур Меркель, Надя Боріслова та багато інших[джерело?].
Твори композитора входять в репертуар і росіян гітаристів: В'ячеслава Широкова, Сурена Мірзояна, Миколи Комолятова, Дмитра Мамонтова, Олексія Чудінова, дуету гітаристів Ольшанського і Устинова[джерело?].
Петром Івановичем Паніним написано кілька концертів для гітари з симфонічним оркестром, близько 100 творів опубліковано в багатьох країнах[джерело?], випущені десятки дисків за кордоном[джерело?]. В 1999 році записав диск — «Петро Панін. Вибрані твори для гітари в авторському виконанні», до якого увійшло 22 твори[джерело?].
Виконавському та композиторській творчості Петра Паніна присвячений ряд публікацій в зарубіжній пресі. Як артист виступає з концертами в США, Франції, Німеччини, Швеції[джерело?]. Ноти його творів знаходяться у всіх провідних бібліотеках світу[джерело?].